# Fabrizio Poletti
Fabrizio Poletti (13. červenec 1943, Bondeno, Italské království) je bývalý italský fotbalový obránce a trenér.
V roce 1961 přestoupil do Turína, kde poté působil devět let. Získal s nimi dva Italské poháry (1967/68, 1970/71). Většina vstřelených branek byla z penalt, byl velmi produktivní. Večer 15. října 1967 byl se spoluhráčem Meronim lehce srážen autem. On vyšel s lehkým zraněním, ale spoluhráč byl mrtev. V roce 1971 odešel do Cagliari, kde hrál tři roky a v roce 1975 v dresu Sampdorie ukončil kariéru.
Za reprezentaci odehrál šest utkání. Byl na MS 1970, kde odehrál 29 minut semifinálové utkání proti NSR. Z turnaje si odvezl stříbrnou medaili.

## Hráčská statistika
| Sezóna  | Klub      | Liga    | Liga   | Liga | Ligové poháry | Ligové poháry | Ligové poháry | Kontinentální poháry | Kontinentální poháry | Kontinentální poháry | Celkem | Celkem |
| Sezóna  | Klub      | Soutěž  | Zápasy | Góly | Soutěž        | Zápasy        | Góly          | Soutěž               | Zápasy               | Góly                 | Zápasy | Góly   |
| ------- | --------- | ------- | ------ | ---- | ------------- | ------------- | ------------- | -------------------- | -------------------- | -------------------- | ------ | ------ |
| 1962/63 | Turín     | Serie A | 21     | 0    | IP            | 3             | 0             | Stř.P                | 3                    | 0                    | 27     | 0      |
| 1963/64 | Turín     | Serie A | 25     | 1    | IP            | 3             | 0             | -                    | 0                    | 0                    | 28     | 1      |
| 1964/65 | Turín     | Serie A | 31     | 3    | IP            | 2             | 0             | PVP                  | 9                    | 1                    | 42     | 4      |
| 1965/66 | Turín     | Serie A | 33     | 4    | IP            | 0             | 0             | Vel.P                | 2                    | 0                    | 35     | 4      |
| 1966/67 | Turín     | Serie A | 15     | 0    | IP            | 1             | 1             | -                    | 0                    | 0                    | 16     | 1      |
| 1967/68 | Turín     | Serie A | 27     | 5    | IP            | 4             | 0             | Int.                 | 3                    | 0                    | 34     | 5      |
| 1968/69 | Turín     | Serie A | 25     | 3    | IP            | 10            | 3             | PVP                  | 3                    | 0                    | 38     | 6      |
| 1969/70 | Turín     | Serie A | 25     | 1    | IP            | 4             | 0             | -                    | 0                    | 0                    | 29     | 1      |
| 1970/71 | Turín     | Serie A | 22     | 0    | IP            | 10            | 0             | Stř.P                | 2                    | 0                    | 32     | 0      |
| 1971/72 | Cagliari  | Serie A | 25     | 0    | IP            | 4             | 0             | -                    | 0                    | 0                    | 29     | 0      |
| 1972/73 | Cagliari  | Serie A | 20     | 0    | IP            | 4             | 0             | UEFA                 | 2                    | 0                    | 25     | 0      |
| 1973/74 | Cagliari  | Serie A | 19     | 1    | IP            | 1             | 0             | -                    | 0                    | 0                    | 20     | 1      |
| 1974/75 | Sampdoria | Serie A | 6      | 0    | IP            | 3             | 0             | -                    | 0                    | 0                    | 9      | 0      |
| Celkem  | Celkem    | Celkem  | 294    | 18   | -             | 49            | 4             | -                    | 22                   | 1                    | 365    | 23     |

## Hráčské úspěchy

### Klubové
- 2× vítěz italského poháru (1967/68, 1970/71)

### Reprezentační
- 1× na MS (1970 - stříbro)